# جورج فورستر (ملحن)
جورج فورستر (بالألمانية: Georg Forster)‏ هو ملحن ألماني، ولد في عقد 1510 في آمبرغ في ألمانيا، وتوفي في 12 نوفمبر 1568 في نورنبرغ في ألمانيا.

## وصلات خارجية
- جورج فورستر على موقع ميوزك برينز (الإنجليزية)
- جورج فورستر على موقع ديسكوغز (الإنجليزية)